# 色指数 (天文)
天文学における色指数（いろしすう、英語: Color index）とは天体の色を表すための指標である。特に恒星の場合は色指数はその星の表面温度の目安ともなる。

## 概要
色指数は天体の等級を2種類の異なる色フィルターを用いて測定し、その等級の差をとることによって得られる。この測光には特定の波長域の光のみを透過するバンドパスフィルターが用いられる。代表的なフィルターには、紫外域の光を透過する U バンドフィルター、青色を透過する B バンドフィルター、緑色から黄色の波長域を透過する V バンドフィルターなどがある。この U,B,V 3色の波長域を用いる測光方法をUBV測光系と呼び、U バンドと B バンド、B バンドと V バンドの等級の差をそれぞれ U-B 色指数、B-V 色指数などと呼ぶ。
色指数は通常、波長が短いバンドでの等級から波長の長いバンドでの等級を差し引いた値を用いるため、色指数の値が小さいほどその天体は青い（または温度が高い）ことを示す。逆に色指数の値が大きいほどその天体は赤い（または温度が低い）。たとえば黄色い恒星として知られている太陽の色指数は B-V = 0.65 である。また、青みがかった恒星であるリゲルは B 等級が0.09等、V 等級が0.12等なので、B-V 色指数は -0.03 となる。
遠方にある天体の色指数は多くの場合星間物質による減光の影響を受けており、その天体の真の色に比べてより赤い色として観測される。これを星間赤化と呼ぶ。天体を実際に観測した時の色指数から減光の影響を受けていない真の色指数を差し引いた値を色超過 (英語: Color excess) と呼び、赤化の度合を表す。
可視光での測光観測で最もよく用いられているのは UBVRI フィルターシステムである。このうち U,B,V の各フィルターは上記のもので、これに赤色を透過する R バンドと赤外域を透過する I バンドを加えた測光系である。この測光系は考案者の名前を取ってジョンソン・モルガン測光系（またはジョンソン・カズンズ測光系）などと呼ばれる。実際の測光観測はこれらの各波長域を透過するガラスフィルターと光電子増倍管を組み合わせて行なわれる。色指数を求めるための2色のフィルターは天体の色温度に合わせて適切な組み合わせを選択する。B-V は恒星などに幅広く用いられる。U-V はより高温の天体に用いられ、R-I は低温の天体に用いられる。